# Хоросниця (притока Вишні)
Хоро́сниця — річка в Україні, в межах Яворівського (витоки) та Мостиського районів Львівської області. Права притока Вишня (басейн Вісли). 

## Опис
Довжина Хоросниці 12 км, площа басейну 38 км². Річка слабо звивиста, заплава місцями заболочена. 

## Розташування
Витоки розташовані на південь від села Рогізно. Річка тече здебільшого на південний захід між пологими пагорбами Надсянської низовини. Впадає у Вишню на північ від села Твіржі. 
Притоки: Гучок (права) і невеликі потічки. 
У верхів'ях Хоросниці споруджено озеро (водосховище) Оселя. 
Населені пункти над річкою: с. Хоросниця. 